# Real Madrid Club de Fútbol 2021-2022
Questa voce raccoglie le informazioni riguardanti il Real Madrid Club de Fútbol nelle competizioni ufficiali della stagione 2021-2022.

## Stagione
Dopo una stagione priva di trofei che ha chiuso il secondo ciclo di Zidane, la dirigenza si affida all'italiano Carlo Ancelotti, già alla guida dei blancos dal 2013 al 2015. Durante la sessione estiva del calcio mercato sono degne di nota le partenze dei due pilastri difensivi dell'ultimo decennio, il capitano Sergio Ramos e il campione del mondo Raphaël Varane, mentre in entrata i colpi principali sono gli acquisti del difensore austriaco David Alaba e del centrocampista francese Eduardo Camavinga. In Liga il Real Madrid domina la stagione, conquistando la vetta solitaria della classifica alla 14ª giornata (dopo averla occupata già dalla 5ª alla 7ª) e conservandola fino al termine del campionato: per i blancos si tratta del trentacinquesimo titolo della loro storia. In Champions League, dopo aver chiuso il proprio raggruppamento al primo posto, il Real Madrid supera il Paris Saint-Germain agli ottavi di finale, il Chelsea ai quarti e il Manchester City alle semifinali, accedendo all'atto conclusivo della manifestazione. Nella finale, le merengues superano il Liverpool per 1-0 e conquistano il quattordicesimo titolo nella competizione. Nelle coppe nazionali, in Coppa del Re arriva l'eliminazione ai quarti di finale con l'Athletic Bilbao, mentre in Supercoppa spagnola arriva un successo, battendo il Barcellona in semifinale e lo stesso Athletic Bilbao in finale.

## Maglie e sponsor
Il fornitore tecnico per la stagione 2021-2022 è Adidas, mentre il main sponsor è Emirates.
|  | Casa | Trasferta | Terza divisa |

## Rosa
Rosa e numerazione aggiornate al 31 gennaio 2022.
| N. |                     | Ruolo | Calciatore                    |
| -- | ------------------- | ----- | ----------------------------- |
| 1  | Belgio (bandiera)   | P     | Thibaut Courtois              |
| 2  | Spagna (bandiera)   | D     | Daniel Carvajal               |
| 3  | Brasile (bandiera)  | D     | Éder Militão                  |
| 4  | Austria (bandiera)  | D     | David Alaba                   |
| 5  | Spagna (bandiera)   | D     | Jesús Vallejo                 |
| 6  | Spagna (bandiera)   | D     | Nacho                         |
| 7  | Belgio (bandiera)   | A     | Eden Hazard                   |
| 8  | Germania (bandiera) | C     | Toni Kroos                    |
| 9  | Francia (bandiera)  | A     | Karim Benzema (vice capitano) |
| 10 | Croazia (bandiera)  | C     | Luka Modrić                   |
| 11 | Spagna (bandiera)   | A     | Marco Asensio                 |
| 12 | Brasile (bandiera)  | D     | Marcelo (capitano)            |
| 13 | Ucraina (bandiera)  | P     | Andriy Lunin                  |

| N. |                            | Ruolo | Calciatore        |
| -- | -------------------------- | ----- | ----------------- |
| 14 | Brasile (bandiera)         | C     | Casemiro          |
| 15 | Uruguay (bandiera)         | C     | Federico Valverde |
| 16 | Serbia (bandiera)          | A     | Luka Jović        |
| 17 | Spagna (bandiera)          | C     | Lucas Vázquez     |
| 18 | Galles (bandiera)          | A     | Gareth Bale       |
| 19 | Spagna (bandiera)          | C     | Dani Ceballos     |
| 20 | Brasile (bandiera)         | A     | Vinícius Júnior   |
| 21 | Brasile (bandiera)         | A     | Rodrygo           |
| 22 | Spagna (bandiera)          | C     | Isco              |
| 23 | Francia (bandiera)         | D     | Ferland Mendy     |
| 24 | Rep. Dominicana (bandiera) | A     | Mariano           |
| 25 | Francia (bandiera)         | C     | Eduardo Camavinga |
| 44 | Rep. Dominicana (bandiera) | A     | Peter González    |

## Calciomercato

### Sessione estiva
| Acquisti         | Acquisti          | Acquisti              | Acquisti                  |
| R.               | Nome              | da                    | Modalità                  |
| ---------------- | ----------------- | --------------------- | ------------------------- |
| D                | David Alaba       |                       | svincolato                |
| D                | Jesús Vallejo     | Granada               | fine prestito             |
| C                | Eduardo Camavinga | Rennes                | definitivo (31 milioni €) |
| C                | Dani Ceballos     | Arsenal               | fine prestito             |
| C                | Martin Ødegaard   | Arsenal               | fine prestito             |
| A                | Gareth Bale       | Tottenham             | fine prestito             |
| A                | Luka Jović        | Eintracht Francoforte | fine prestito             |
| Altre operazioni |                   |                       |                           |
| R.               | Nome              | da                    | Modalità                  |
| C                | Brahim Díaz       | Milan                 | fine prestito             |
| A                | Takefusa Kubo     | Getafe                | fine prestito             |

| Cessioni         | Cessioni         | Cessioni       | Cessioni                  |
| R.               | Nome             | a              | Modalità                  |
| ---------------- | ---------------- | -------------- | ------------------------- |
| D                | Álvaro Odriozola | Fiorentina     | prestito                  |
| D                | Sergio Ramos     |                | svincolato                |
| D                | Raphaël Varane   | Manchester Utd | definitivo (40 milioni €) |
| C                | Martin Ødegaard  | Arsenal        | definitivo (35 milioni €) |
| Altre operazioni |                  |                |                           |
| R.               | Nome             | a              | Modalità                  |
| C                | Brahim Díaz      | Milan          | prestito (3 milioni €)    |
| A                | Takefusa Kubo    | Maiorca        | prestito                  |

### Sessione invernale
| Acquisti | Acquisti | Acquisti | Acquisti |
| R.       | Nome     | da       | Modalità |
| R.       | Nome     | da       | Modalità |
| -------- | -------- | -------- | -------- |

| Cessioni         | Cessioni         | Cessioni         | Cessioni         |
| R.               | Nome             | a                | Modalità         |
| Altre operazioni | Altre operazioni | Altre operazioni | Altre operazioni |
| R.               | Nome             | a                | Modalità         |
| ---------------- | ---------------- | ---------------- | ---------------- |

## Risultati

### Primera División

#### Girone d'andata
| Arbitro: | Soto Grado |

|                   |           |                                               |
| Joselu 65’ (rig.) | Marcatori | 48’, 62’ Benzema 56’ Nacho 90+2’ Vinícius Jr. |

| Arbitro: | Cuadra Fernández |

|                                 |           |                               |
| Roger 46’ Campaña 57’ Rober 79’ | Marcatori | 5’ Bale 73’, 85’ Vinícius Jr. |

| Arbitro: | Hernández Hernández |

|  |           |              |
|  | Marcatori | 61’ Carvajal |

| Arbitro: | Sánchez Martínez |

|                                                             |           |                   |
| Benzema 24’, 46’, 87’ (rig.) Vinícius Jr. 54’ Camavinga 72’ | Marcatori | 4’ Mina 31’ Cervi |

| Arbitro: | González Fuertes |

|          |           |                              |
| Duro 66’ | Marcatori | 86’ Vinícius Jr. 88’ Benzema |

| Arbitro: | Alberola Rojas |

|                                                |           |                 |
| Benzema 3’, 78’ Asensio 24’, 29’, 55’ Isco 84’ | Marcatori | 25’ Lee Kang-in |

| Madrid 25 settembre 2021, ore 21:00 CEST 7ª giornata | Real Madrid | 0 – 0 referto | Villarreal | Stadio Santiago Bernabéu (23 985 spett.)\| Arbitro: \| Gil Manzano \| |
| Arbitro:                                             | Gil Manzano |               |            |                                                                       |

| Arbitro: | Cuadra Fernández |

|                        |           |             |
| De Tomás 17’ Vidal 60’ | Marcatori | 71’ Benzema |

| Arbitro: | Díaz de Mera Escuderos |

|             |           |  |
| Benzema 40’ | Marcatori |  |

| Arbitro: | Sánchez Martínez |

|              |           |                         |
| Agüero 90+7’ | Marcatori | 32’ Alaba 90+4’ Vázquez |

| Madrid 27 ottobre 2021, ore 21:30 CEST 11ª giornata | Real Madrid | 0 – 0 referto | Osasuna | Stadio Santiago Bernabéu (35 691 spett.)\| Arbitro: \| Soto Grado \| |
| Arbitro:                                            | Soto Grado  |               |         |                                                                      |

| Arbitro: | de Burgos Bengoetxea |

|           |           |                       |
| Milla 86’ | Marcatori | 22’, 73’ Vinícius Jr. |

| Arbitro: | González Fuertes |

|                       |           |            |
| Kroos 14’ Benzema 38’ | Marcatori | 76’ Falcao |

| Arbitro: | Martínez Munuera |

|            |           |                                                  |
| Suarez 34’ | Marcatori | 19’ Asensio 25’ Nacho 56’ Vinícius Jr. 76’ Mendy |

| Arbitro: | Sánchez Martínez |

|                              |           |              |
| Benzema 32’ Vinícius Jr. 86’ | Marcatori | 12’ Rafa Mir |

| Arbitro: | Gil Manzano |

|  |           |                            |
|  | Marcatori | 47’ Vinícius Jr. 57’ Jović |

| Arbitro: | Mateu Lahoz |

|                         |           |  |
| Benzema 16’ Asensio 57’ | Marcatori |  |

| Madrid 19 dicembre 2021, ore 21:00 CET 18ª giornata | Real Madrid | 0 – 0 referto | Cadice | Stadio Santiago Bernabéu (38 818 spett.)\| Arbitro: \| Jaime Latre \| |
| Arbitro:                                            | Jaime Latre |               |        |                                                                       |

| Arbitro: | Melero López |

|         |           |  |
| Ünal 9’ | Marcatori |  |

#### Girone di ritorno
| Arbitro: | Hernández Hernández |

|                                               |           |            |
| Benzema 43’ (rig.), 88’ Vinícius Jr. 52’, 61’ | Marcatori | 76’ Guedes |

| Arbitro: | Soto Grado |

|            |           |                |
| Sancet 10’ | Marcatori | 4’, 7’ Benzema |

| Arbitro: | de Burgos Bengoetxea |

|                                 |           |                    |
| Modrić 82’ (rig.) Militão 90+2’ | Marcatori | 42’ Boyé 76’ Milla |

| Arbitro: | Antonio Mateu Lahoz |

|             |           |  |
| Asensio 74’ | Marcatori |  |

| Villarreal 12 febbraio 2022, ore 16:15 CET 24ª giornata | Villarreal       | 0 – 0 referto | Real Madrid | Estadio de la Cerámica (17 894 spett.)\| Arbitro: \| Sánchez Martínez \| |
| Arbitro:                                                | Sánchez Martínez |               |             |                                                                          |

| Arbitro: | Munuera Montero |

|                                                   |           |  |
| Asensio 63’ Vinícius Jr. 80’ Benzema 90+1’ (rig.) | Marcatori |  |

| Arbitro: | Díaz de Mera Escuderos |

|  |           |             |
|  | Marcatori | 83’ Benzema |

| Arbitro: | Gil Manzano |

|                                                         |           |                      |
| Camavinga 40’ Modrić 43’ Benzema 76’ (rig.) Asensio 79’ | Marcatori | 10’ (rig.) Oyarzabal |

| Arbitro: | Sánchez Martínez |

|  |           |                                          |
|  | Marcatori | 55’ Vinícius Jr. 77’ (rig.), 82’ Benzema |

| Arbitro: | Martínez Munuera |

|  |           |                                           |
|  | Marcatori | 29’, 51’ Aubameyang 38’ Araújo 47’ Torres |

| Arbitro: | González Fuertes |

|            |           |                                |
| Nolito 52’ | Marcatori | 19’ (rig.), 70’ (rig.) Benzema |

| Arbitro: | Soto Grado |

|                          |           |  |
| Casemiro 38’ Vázquez 68’ | Marcatori |  |

| Arbitro: | Cuadra Fernández |

|                        |           |                                     |
| Rakitić 21’ Lamela 25’ | Marcatori | 50’ Rodrygo 82’ Nacho 90+2’ Benzema |

| Arbitro: | de Burgos Bengoetxea |

|             |           |                                     |
| Budimir 13’ | Marcatori | 12’ Alaba 45’ Asensio 90+6’ Vázquez |

| Arbitro: | Munuera Montero |

|                                          |           |  |
| Rodrygo 33’, 43’ Asensio 55’ Benzema 81’ | Marcatori |  |

| Arbitro: | Soto Grado |

|                     |           |  |
| Carrasco 40’ (rig.) | Marcatori |  |

| Arbitro: | Cordero Vega |

|                                                              |           |  |
| Mendy 13’ Benzema 19’ Rodrygo 34’ Vinícius Jr. 45’, 68’, 83’ | Marcatori |  |

| Arbitro: | Mateu Lahoz |

|             |           |         |
| Sobrino 37’ | Marcatori | 5’ Díaz |

| Madrid 20 maggio 2022, ore 21:00 CEST 38ª giornata | Real Madrid | 0 – 0 referto | Betis | Stadio Santiago Bernabéu (52 232 spett.)\| Arbitro: \| Jaime Latre \| |
| Arbitro:                                           | Jaime Latre |               |       |                                                                       |

### Coppa del Re
| Arbitro: | Cordero Vega |

|          |           |                                              |
| Vega 66’ | Marcatori | 39’ Militão 76’ Asensio 78’ (aut.) José Juan |

| Arbitro: | Figueroa Vázquez |

|            |           |                       |
| Verdú 103’ | Marcatori | 108’ Isco 115’ Hazard |

| Arbitro: | Gil Manzano |

|               |           |  |
| Berenguer 89’ | Marcatori |  |

### UEFA Champions League

#### Fase a gironi
| Arbitro: | Siebert |

|  |           |             |
|  | Marcatori | 89’ Rodrygo |

| Arbitro: | Visser |

|                    |           |                           |
| Benzema 65’ (rig.) | Marcatori | 25’ Yaxshiboyev 90’ Thill |

| Arbitro: | Jovanović |

|  |           |                                                                    |
|  | Marcatori | 37’ (aut.) Kryvcov 51’, 56’ Vinícius Jr. 65’ Rodrygo 90+1’ Benzema |

| Arbitro: | Bastien |

|                  |           |              |
| Benzema 14’, 61’ | Marcatori | 39’ Fernando |

| Arbitro: | Marciniak |

|  |           |                                   |
|  | Marcatori | 30’ Alaba 45+1’ Kroos 55’ Benzema |

| Arbitro: | Brych |

|                       |           |  |
| Kroos 17’ Asensio 79’ | Marcatori |  |

#### Fase ad eliminazione diretta
| Arbitro: | Orsato |

|              |           |  |
| Mbappé 90+4’ | Marcatori |  |

| Arbitro: | Makkelie |

|                       |           |            |
| Benzema 61’, 76’, 78’ | Marcatori | 39’ Mbappé |

| Arbitro: | Turpin |

|             |           |                       |
| Havertz 40’ | Marcatori | 21’, 24’, 46’ Benzema |

| Arbitro: | Marciniak |

|                         |           |                                  |
| Rodrygo 80’ Benzema 96’ | Marcatori | 15’ Mount 51’ Rüdiger 75’ Werner |

| Arbitro: | Kovács |

|                                            |           |                                          |
| De Bruyne 2’ Jesus 11’ Foden 53’ Silva 74’ | Marcatori | 33’, 82’ (rig.) Benzema 55’ Vinícius Jr. |

| Arbitro: | Orsato |

|                                       |           |            |
| Rodrygo 90’, 90+1’ Benzema 95’ (rig.) | Marcatori | 73’ Mahrez |

#### Finale
| Arbitro: | Turpin |

|  |           |                  |
|  | Marcatori | 59’ Vinícius Jr. |

### Supercoppa di Spagna
| Arbitro: | Munuera Montero |

|                           |           |                                       |
| de Jong 41’ Ansu Fati 83’ | Marcatori | 25’ Vinícius 72’ Benzema 98’ Valverde |

| Arbitro: | Soto Grado |

|  |           |                               |
|  | Marcatori | 38’ Modrić 52’ (rig.) Benzema |

## Statistiche

### Statistiche di squadra
Statistiche aggiornate al 28 maggio 2022.
| Competizione        | Punti | In casa | In casa | In casa | In casa | In casa | In casa | In trasferta | In trasferta | In trasferta | In trasferta | In trasferta | In trasferta | Totale | Totale | Totale | Totale | Totale | Totale | DR  |
| Competizione        | Punti | G       | V       | N       | P       | Gf      | Gs      | G            | V            | N            | P            | Gf           | Gs           | G      | V      | N      | P      | Gf     | Gs     | DR  |
| ------------------- | ----- | ------- | ------- | ------- | ------- | ------- | ------- | ------------ | ------------ | ------------ | ------------ | ------------ | ------------ | ------ | ------ | ------ | ------ | ------ | ------ | --- |
| Liga                | 86    | 19      | 13      | 5       | 1       | 44      | 13      | 19           | 13           | 3            | 3            | 36           | 18           | 38     | 26     | 8      | 4      | 80     | 31     | +49 |
| Coppa del Re        | -     | 0       | 0       | 0       | 0       | 0       | 0       | 3            | 2            | 0            | 1            | 5            | 3            | 3      | 2      | 0      | 1      | 5      | 3      | +2  |
| Champions League    | 15    | 6       | 4       | 0       | 2       | 13      | 8       | 6            | 4            | 0            | 2            | 15           | 6            | 13     | 9      | 0      | 4      | 29     | 14     | +15 |
| Supercopa de España | -     | 0       | 0       | 0       | 0       | 0       | 0       | 2            | 2            | 0            | 0            | 5            | 2            | 2      | 2      | 0      | 0      | 5      | 2      | +3  |
| Totale              | -     | 25      | 17      | 5       | 3       | 57      | 21      | 30           | 21           | 3            | 6            | 61           | 29           | 56     | 39     | 8      | 9      | 119    | 50     | +69 |

### Andamento in campionato
| Giornata  | 1 | 2 | 3 | 4 | 5 | 6 | 7 | 8 | 9 | 10 | 11 | 12 | 13 | 14 | 15 | 16 | 17 | 18 | 19 | 20 | 21 | 22 | 23 | 24 | 25 | 26 | 27 | 28 | 29 | 30 | 31 | 32 | 33 | 34 | 35 | 36 | 37 | 38 |
| --------- | - | - | - | - | - | - | - | - | - | -- | -- | -- | -- | -- | -- | -- | -- | -- | -- | -- | -- | -- | -- | -- | -- | -- | -- | -- | -- | -- | -- | -- | -- | -- | -- | -- | -- | -- |
| Luogo     | T | T | T | C | T | C | C | T | T | C  | T  | C  | T  | C  | C  | T  | C  | C  | T  | T  | C  | C  | C  | T  | C  | T  | C  | T  | C  | T  | C  | T  | T  | C  | T  | C  | T  | C  |
| Risultato | V | N | V | V | V | V | N | P | V | N  | V  | V  | V  | V  | V  | V  | V  | N  | P  | V  | V  | N  | V  | N  | V  | V  | V  | V  | P  | V  | V  | V  | V  | V  | P  | V  | N  | N  |
| Posizione | 1 | 3 | 1 | 1 | 1 | 1 | 1 | 1 | 2 | 2  | 2  | 2  | 1  | 1  | 1  | 1  | 1  | 1  | 1  | 1  | 1  | 1  | 1  | 1  | 1  | 1  | 1  | 1  | 1  | 1  | 1  | 1  | 1  | 1  | 1  | 1  | 1  | 1  |

Legenda:

Luogo: C = Casa; T = Trasferta. Risultato: V = Vittoria; N = Pareggio; P = Sconfitta.

### Statistiche dei giocatori
| Giocatore    | Liga     | Liga | Liga        | Liga       | Coppa del Re | Coppa del Re | Coppa del Re | Coppa del Re | UEFA Champions League | UEFA Champions League | UEFA Champions League | UEFA Champions League | Supercoppa di Spagna | Supercoppa di Spagna | Supercoppa di Spagna | Supercoppa di Spagna | Totale   | Totale | Totale      | Totale     |
| Giocatore    | Presenze | Reti | Ammonizioni | Espulsioni | Presenze     | Reti         | Ammonizioni  | Espulsioni   | Presenze              | Reti                  | Ammonizioni           | Espulsioni            | Presenze             | Reti                 | Ammonizioni          | Espulsioni           | Presenze | Reti   | Ammonizioni | Espulsioni |
| ------------ | -------- | ---- | ----------- | ---------- | ------------ | ------------ | ------------ | ------------ | --------------------- | --------------------- | --------------------- | --------------------- | -------------------- | -------------------- | -------------------- | -------------------- | -------- | ------ | ----------- | ---------- |
| D. Alaba     | 30       | 2    | 2           | 0          | 3            | 0            | 1            | 0            | 12                    | 1                     | 1                     | 0                     | 1                    | 0                    | 0                    | 0                    | 46       | 3      | 4           | 0          |
| M. Asensio   | 31       | 10   | 2           | 0          | 2            | 1            | 0            | 0            | 8                     | 1                     | 0                     | 0                     | 1                    | 0                    | 0                    | 0                    | 42       | 12     | 2           | 0          |
| G. Bale      | 5        | 1    | 2           | 0          | 0            | 0            | 0            | 0            | 2                     | 0                     | 0                     | 0                     | 0                    | 0                    | 0                    | 0                    | 7        | 1      | 2           | 0          |
| K. Benzema   | 32       | 27   | 0           | 0          | 0            | 0            | 0            | 0            | 12                    | 15                    | 1                     | 0                     | 2                    | 2                    | 0                    | 0                    | 46       | 44     | 1           | 0          |
| A. Blanco    | 1        | 0    | 0           | 0          | 0            | 0            | 0            | 0            | 1                     | 0                     | 0                     | 0                     | 0                    | 0                    | 0                    | 0                    | 2        | 0      | 0           | 0          |
| E. Camavinga | 26       | 2    | 9           | 0          | 3            | 0            | 1            | 0            | 10                    | 0                     | 1                     | 0                     | 1                    | 0                    | 0                    | 0                    | 40       | 2      | 11          | 0          |
| D. Carvajal  | 24       | 1    | 1           | 0          | 0            | 0            | 0            | 0            | 10                    | 0                     | 3                     | 0                     | 1                    | 0                    | 0                    | 0                    | 35       | 1      | 4           | 0          |
| Casemiro     | 32       | 1    | 11          | 0          | 3            | 0            | 1            | 0            | 11                    | 0                     | 3                     | 0                     | 2                    | 0                    | 1                    | 0                    | 48       | 1      | 16          | 0          |
| D. Ceballos  | 11       | 0    | 1           | 0          | 2            | 0            | 0            | 0            | 5                     | 0                     | 0                     | 0                     | 0                    | 0                    | 0                    | 0                    | 18       | 0      | 1           | 0          |
| T. Courtois  | 36       | -29  | 1           | 0          | 1            | -1           | 0            | 0            | 13                    | -14                   | 0                     | 0                     | 2                    | -2                   | 0                    | 0                    | 52       | -46    | 1           | 0          |
| Mariano      | 9        | 1    | 2           | 0          | 1            | 0            | 0            | 0            | 1                     | 0                     | 0                     | 0                     | 0                    | 0                    | 0                    | 0                    | 11       | 1      | 2           | 0          |
| P. González  | 3        | 0    | 0           | 0          | 0            | 0            | 0            | 0            | 0                     | 0                     | 0                     | 0                     | 0                    | 0                    | 0                    | 0                    | 3        | 0      | 0           | 0          |
| M. Gila      | 2        | 0    | 0           | 0          | 0            | 0            | 0            | 0            | 0                     | 0                     | 0                     | 0                     | 0                    | 0                    | 0                    | 0                    | 2        | 0      | 0           | 0          |
| M. Gutiérrez | 3        | 0    | 1           | 0          | 0            | 0            | 0            | 0            | 1                     | 0                     | 0                     | 0                     | 0                    | 0                    | 0                    | 0                    | 4        | 0      | 1           | 0          |
| E. Hazard    | 18       | 0    | 2           | 0          | 2            | 1            | 0            | 0            | 3                     | 0                     | 0                     | 0                     | 0                    | 0                    | 0                    | 0                    | 23       | 1      | 2           | 0          |
| Isco         | 14       | 1    | 1           | 0          | 3            | 1            | 0            | 0            | 0                     | 0                     | 0                     | 0                     | 0                    | 0                    | 0                    | 0                    | 17       | 2      | 1           | 0          |
| L. Jović     | 15       | 1    | 1           | 0          | 1            | 0            | 0            | 0            | 3                     | 0                     | 1                     | 0                     | 0                    | 0                    | 0                    | 0                    | 19       | 1      | 2           | 0          |
| T. Kroos     | 28       | 1    | 4           | 0          | 3            | 0            | 2            | 0            | 12                    | 2                     | 0                     | 0                     | 2                    | 0                    | 0                    | 0                    | 45       | 3      | 6           | 0          |
| J. Latasa    | 1        | 0    | 0           | 0          | 0            | 0            | 0            | 0            | 0                     | 0                     | 0                     | 0                     | 0                    | 0                    | 0                    | 0                    | 1        | 0      | 0           | 0          |
| A. Lunin     | 2        | -2   | 0           | 0          | 2            | -2           | 0            | 0            | 0                     | 0                     | 0                     | 0                     | 0                    | 0                    | 0                    | 0                    | 4        | -4     | 0           | 0          |
| Marcelo      | 12       | 0    | 0           | 0          | 2            | 0            | 0            | 1            | 3                     | 0                     | 0                     | 0                     | 1                    | 0                    | 0                    | 0                    | 18       | 0      | 0           | 1          |
| F. Mendy     | 22       | 2    | 4           | 0          | 1            | 0            | 0            | 0            | 10                    | 0                     | 3                     | 0                     | 2                    | 0                    | 0                    | 0                    | 35       | 2      | 7           | 0          |
| E. Militão   | 34       | 1    | 5           | 0          | 2            | 1            | 0            | 0            | 12                    | 0                     | 4                     | 0                     | 2                    | 0                    | 0                    | 1                    | 50       | 2      | 9           | 1          |
| L. Modrić    | 28       | 2    | 5           | 0          | 2            | 0            | 1            | 0            | 13                    | 0                     | 1                     | 0                     | 2                    | 1                    | 0                    | 0                    | 45       | 3      | 7           | 0          |
| Nacho        | 28       | 3    | 7           | 0          | 3            | 0            | 0            | 0            | 9                     | 0                     | 2                     | 0                     | 2                    | 0                    | 0                    | 0                    | 42       | 3      | 9           | 0          |
| Rodrygo      | 33       | 4    | 3           | 0          | 3            | 0            | 1            | 0            | 11                    | 5                     | 1                     | 0                     | 2                    | 0                    | 0                    | 0                    | 49       | 9      | 5           | 0          |
| S. Santos    | 1        | 0    | 0           | 0          | 0            | 0            | 0            | 0            | 0                     | 0                     | 0                     | 0                     | 0                    | 0                    | 0                    | 0                    | 1        | 0      | 0           | 0          |
| J. Vallejo   | 5        | 0    | 1           | 0          | 1            | 0            | 0            | 0            | 2                     | 0                     | 0                     | 0                     | 0                    | 0                    | 0                    | 0                    | 8        | 0      | 1           | 0          |
| F. Valverde  | 31       | 0    | 2           | 0          | 2            | 0            | 0            | 0            | 11                    | 0                     | 2                     | 0                     | 2                    | 1                    | 1                    | 0                    | 46       | 1      | 5           | 0          |
| L. Vázquez   | 29       | 3    | 3           | 0          | 2            | 0            | 0            | 0            | 8                     | 0                     | 1                     | 0                     | 2                    | 0                    | 0                    | 0                    | 41       | 3      | 4           | 0          |
| Vinícius Jr. | 35       | 17   | 6           | 0          | 2            | 0            | 0            | 0            | 13                    | 4                     | 1                     | 0                     | 2                    | 1                    | 0                    | 0                    | 52       | 22     | 7           | 0          |